# Liste der Monuments historiques in Saint-Privat-la-Montagne
Die Liste der Monuments historiques in Saint-Privat-la-Montagne führt die Monuments historiques in der französischen Gemeinde Saint-Privat-la-Montagne auf.

## Liste der Bauwerke
| Bezeichnung | Beschreibung                     | Standort                           | Kennzeichnung | Schutzstatus | Datum | Bild           |
| ----------- | -------------------------------- | ---------------------------------- | ------------- | ------------ | ----- | -------------- |
| Friedhof    | Portal, 17. oder 18. Jahrhundert | Place du Maréchal-Canrobert (Lage) | PA00106989    | Classé       | 1924  | weitere Bilder |